# Stratus nebulosus

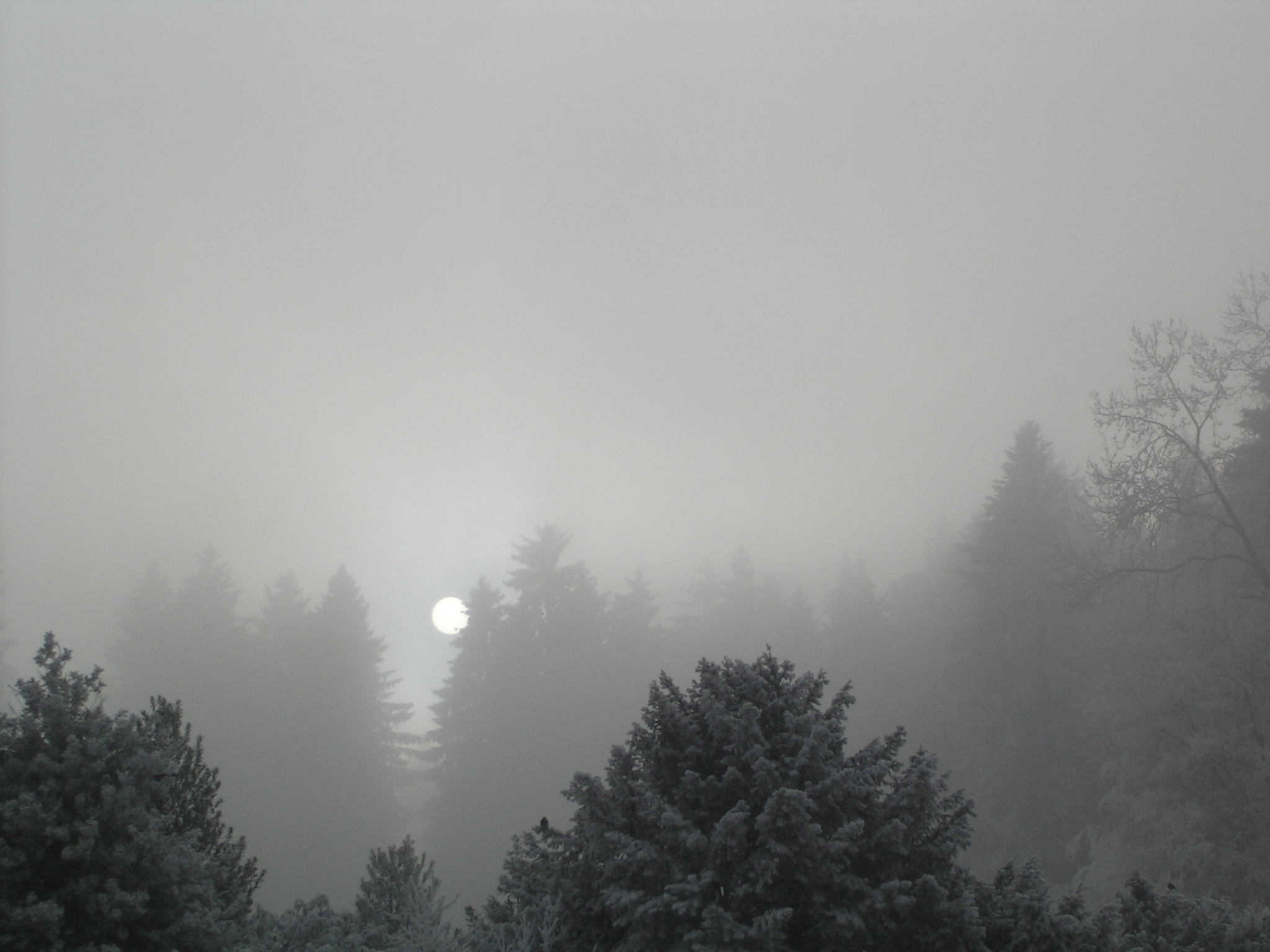
Stratus nebulosus

Stratus nebulosus – gatunek chmur Stratus. Ma postać mglistej zasłony lub warstwy występującej na wysokości 0 − 600 m. Taki wygląd spowodowany jest tym, że chmura składa się wyłącznie z kropelek wody. Powstaje w przeciwieństwie do chmur kłębiastych w chłodnym, wilgotnym i stabilnym powietrzu. Chmury Stratus nebulosus mogą także powstawać z uniesionej mgły.
Z tego powodu, że chmura jest bardzo niska, często przysłania wierzchołki drzew i budynków. Niski Stratus w przeciwieństwie do wyższych od niego chmur Altostratus i Cirrostratus nie wywołuje zjawisk optycznych takich jak halo, korona i słońca poboczne, ale możliwe jest zaobserwowanie wieńca. Stratus nebulosus często wywołują opady mżawki, drobnego deszczu lub śniegu. Zwykle zanikają po wschodzie słońca przez wyparowanie lub napłynięcie masy cieplejszego, niestabilnego powietrza. Niekiedy wskutek prądów konwekcyjnych warstwa tych chmur zostaje uniesiona, przekształcając się w chmury Cumulus lub Stratocumulus stratiformis. Jeżeli Stratus nebulosus powstaną w powietrzu przepływającym nad wzgórzami, są zwiastunami deszczu, a gdy latem w nocy – zwiastuje to słoneczną pogodę.

## Odmiany chmur Stratus nebulosus
- opacus – gruba warstwa chmur, nie można określić położenia tarczy słonecznej
- translucidus – cienka warstwa chmur, przepuszczająca światło, można określić położenie tarczy słonecznej